# 長孔真鯊
長孔真鲨（學名：Carcharhinus isodon），為軟骨魚綱板鰓亞綱真鯊目真鲨科的其中一種，最初被法國動物學家 Achille Valenciennes在Müller和Henle 1839年的Systematische Beschreibung der Plagiostomen中命名為Carcharias (Aprionodon) isodon。模式標本是一隻65公分的幼年雄鯊，可能是在紐約捕獲，該物種後來被移至真鯊屬。分布於西大西洋美國北卡羅萊納州到古巴、墨西哥灣與巴西南部到烏拉圭海域，深度0至20公尺，本魚體修長，呈紡錘型，鼻子長而尖，鼻孔前面有短的、寬三角形的皮瓣，眼大而圓，具有瞬膜，嘴巴寬闊，嘴角有清晰的皺紋。上顎兩側有12至15排牙，下顎兩側有13-14排牙，每顆牙齒都很小，呈針狀，中央尖角狹窄，邊緣光滑至微小的鋸齒狀。五對鰓縫很長，大約是背鰭基部長度的一半。背鰭2個，第一背鰭高且呈三角形，具有尖頂，起源於胸鰭尖端的前方。第二背鰭相對較大，起源於臀鰭。背鰭之間沒有脊。胸鰭小，呈鐮刀狀，尖端尖，體上部深藍灰色，下部為白色，側面有淡淡的淺色條紋，體長可達2公尺，棲息在近海的海灣、河口和沙岸，從過往紀錄，它會冒險進入德克薩斯州墨西哥灣沿岸平原的河流，本種在西北大西洋的族群會進行洄游，三月底至五月初，當水溫升至20 °C以上時，幼魚和成魚會抵達南卡羅萊納州附近海域，它們會停留到九月到十月中旬，直到水溫下降並向南遷移到佛羅里達州。成群活動，屬肉食性，以硬骨魚為主食，如大西洋鯡魚，胎生，在西北大西洋，交配發生在五月初至六月初，經過12個月的妊娠期後，幼魚大約在第二年的同一時間出生，雌魚每隔一年產下兩到六尾幼鯊。可做為食用魚，但不具商業性，通常是延繩釣偶然捕獲。

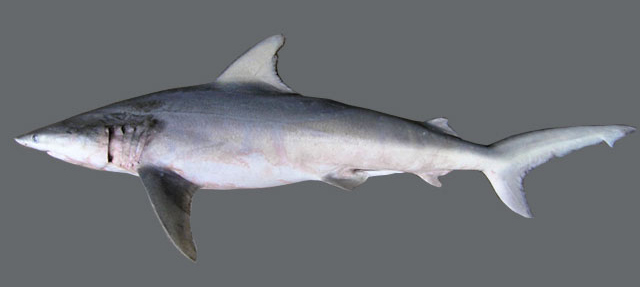
辨別長孔真鯊的主要特徵為長鰓縫和細長的牙齒
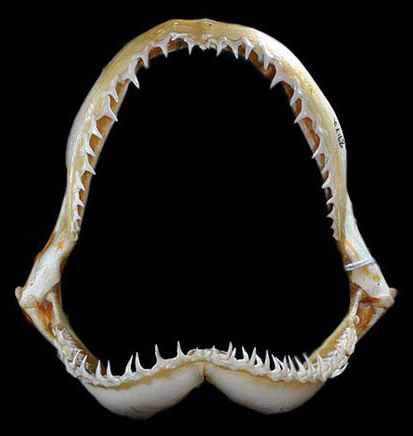
上下顎
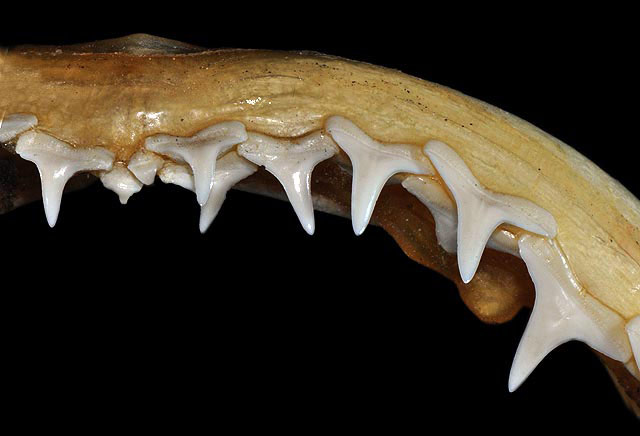
上排牙齒
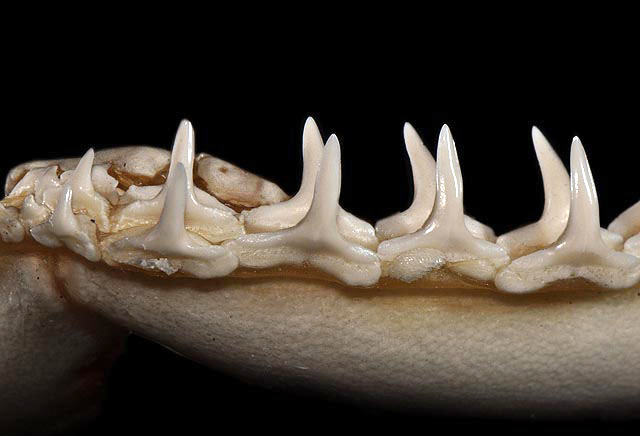
下排牙齒